# San Mateo (Isabela)
San Mateo è una municipalità di seconda classe delle Filippine, situata nella Provincia di Isabela, nella Regione della Valle di Cagayan.
San Mateo è formata da 33 baranggay:
- Bacareña
- Bagong Sikat
- Barangay I (Pob.)
- Barangay II (Pob.)
- Barangay III (Pob.)
- Barangay IV (Pob.)
- Bella Luz
- Dagupan
- Daramuangan Norte
- Daramuangan Sur
- Estrella
- Gaddanan
- Malasin
- Mapuroc
- Marasat Grande
- Marasat Pequeño
- Old Centro I

- Old Centro II
- Salinungan East
- Salinungan West
- San Andres
- San Antonio
- San Ignacio
- San Manuel
- San Marcos
- San Roque
- Sinamar Norte
- Sinamar Sur
- Victoria
- Villafuerte
- Villa Cruz
- Villa Gamiao (Buyon)
- Villa Magat